# Lattes, Hérault
Lattes là một xã thuộc tỉnh Hérault trong vùng Occitanie phía nam nước Pháp. Xã này nằm ở khu vực có độ cao 0-26 mét trên mực nước biển. Dân số thời điểm năm 1999 là 16.824 người.